# أترك
37°59′28″N 55°16′29″E / 37.99111°N 55.27472°E

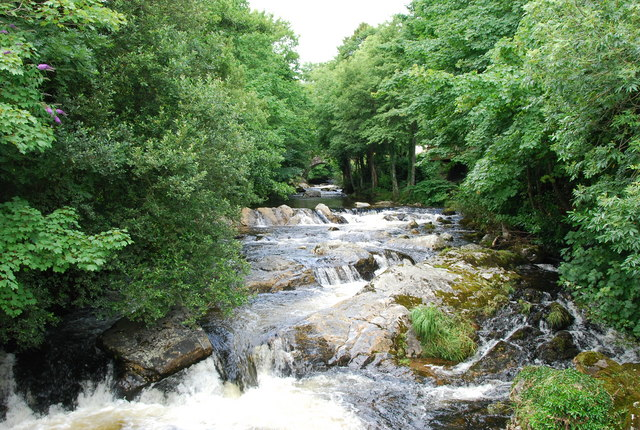
نهر أترك.

أترک هو نهر يجري من شمال شرق إيران إلى تركمانستان ، يصب جنوب شرق بحر الخزر.
سمي باسم أترك نسبة إلى الأتراك الذين يقيمون على ضفافه، غير أن حرف الألف حذف من الكلمة بمرور الزمن. ينبع النهر من جبل هزار مسجد في الحافة الجنوبية لسلسلة جبال كوبيت داغ (شرق مدينة قوچان).
كان النهر يشكل منذ سنة 1882 م الحدود بين الامبراطورية الروسية وإيران. كانت تسمى الضفة اليسرى لأترك «جرجان» والضفة اليمنى «دهستان».
لم يذكر الجغرافيون العرب هذا النهر غير أن حمد الله مستوفي قزويني ذكره في تاريخه «كوزيده».